# Lapinkoira
Lapinkoira (anglicky: Finnish Lapdog, finsky: Suomenlapinkoira) je velmi staré finské psí plemeno, podobné dnešním špicům. Dnes rozšířené i v Česku.

## Historie
O lapinkoiře je sice oficiálně prohlášeno, že byla vyšlechtěna v 17. století, ale Laponci si psy velmi podobné tomuto plemeni udržovali již v předchozích staletích.. V zemi svého původu a jiných severských zemích nadále slouží i ke svému původnímu účelu — hlídání majetku ale i sobích stád. V Evropě se ale chová spíše jen jako společenský pes. Vznik psa podobnému dnešní lapinokoiře zapříčinilo nejspíše křížení ovčáckých psů se severskými špici — mezi nejpravděpodobnější předky patří karelský medvědí pes a islandský pes.
Jako samostatné plemeno byla lapinkoira uznána v roce 1920. Do této doby byla v jedno plemeno spojovaná s švédským lapphundem a lapinporokoirou , to jsou dnes samostatná plemena. Oficiální česká zkratka plemene je LAK. Standard byl sepsán a uznán v roce 1945 . Nejvíce rozšířené jsou lapinkoiry v severních částech Ruska, Finsku a Švédsku. V České republice existuje již několik chovatelských stanic a obliba plemene stále roste. Současně ji v Česku zastřešuje Klub chovatelů málopočetných plemen.

## Povaha

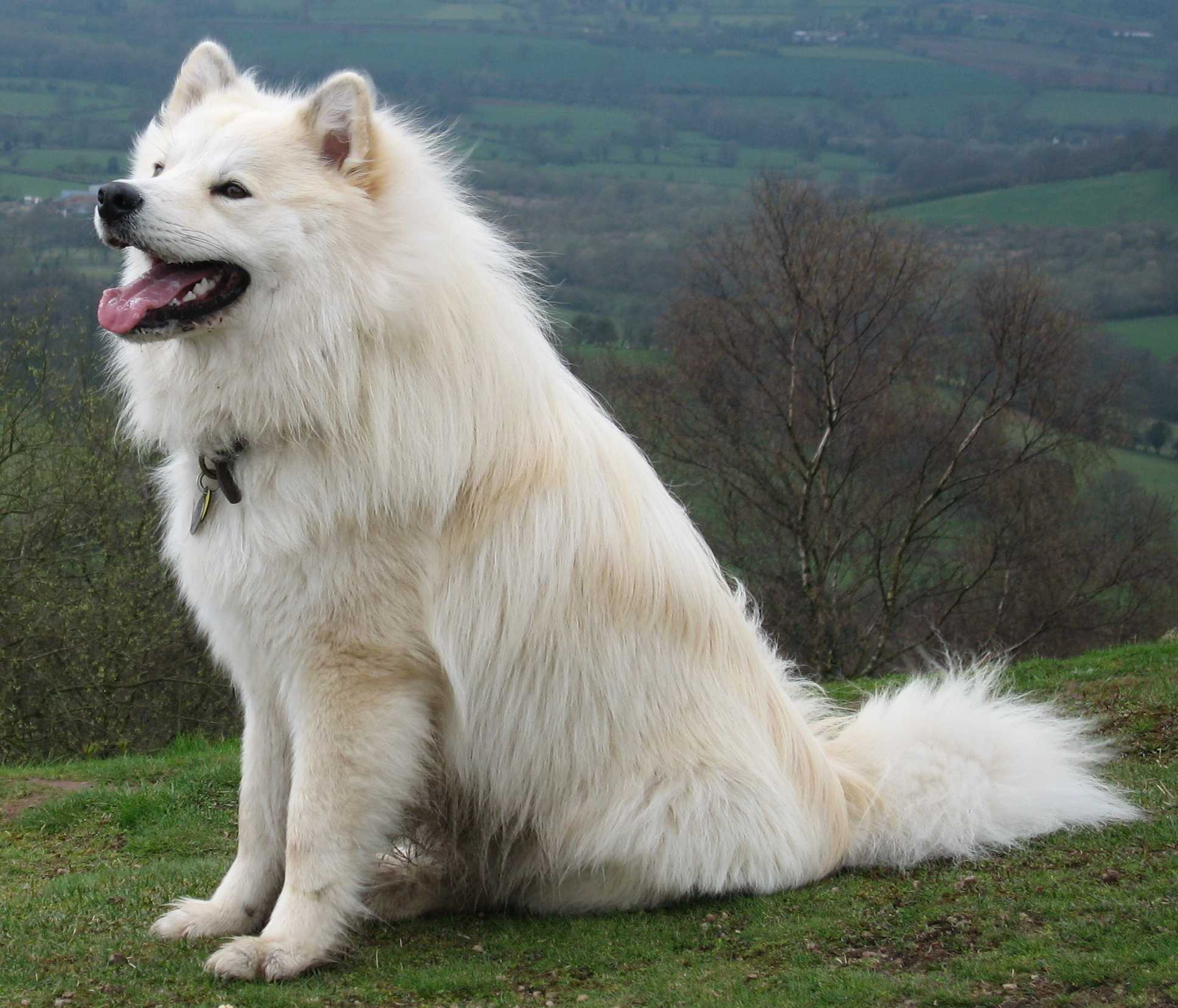
Bílá lapinkoira

Lapinkoira se vyznačuje svojí náklonností k jiným zvířatům. Je milá a přátelská, ale má sklony k uštěkanosti. Je sebevědomá a temperamentní. Zvláštní je, že u tohoto plemene jsou feny více temperamentní, než psi, což je výjimečné . Je aktivní a chytrá, ale pokud u majitele vycítí nervozitu, může se stát dominantní. Je loajální ke své rodině. Hodně štěká, ale protože je příliš přátelská, není to dobrý hlídač.
Laponci si lapinkoir vážili i proto, že dokázali bez problémů vycházet s jinými psy ve smečce nebo jejich zvířaty. Tuto vlastnost si lapinkoira udržela dodnes, hodí se tedy i do smečky různých zvířat. Nemá prakticky žádné lovecké pudy.
Hodí se i k starším dětem. Moc mladé děti by si s ní mohly hrát a nedopatřením jí nějak ublížit a to si lapinkoira nenechá líbit. Je sice jen malá pravděpodobnost, že by člena rodiny kousla, spíše by se jej mohla začít bát.
K cizím se chová přátelsky, nemá s nimi problémy, ale je nutné ji v období socializace nechat si zvyknout na různé předměty, jako jsou vysavače, cyklisté nebo dopravní prostředky, protože pak je na to příliš pozdě.

## Péče

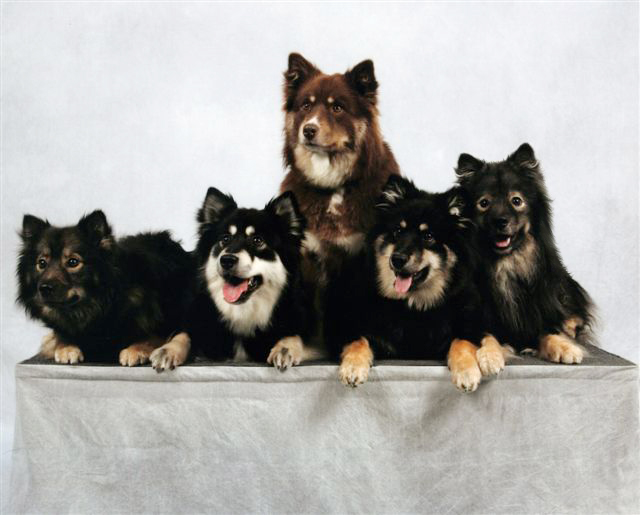
Lapinkoiry ve smečce

### Péče o srst
Srst tohoto plemene je téměř bezúdržbová, je totiž samočisticí. Pokud nelíná, stačí ji asi 2× do týdne vyčesat hřebenem s jemnými štětinami. Líná 2× do roka na jaře a na podzim, v tomto období je potřeba ji kartáčovat mnohem častěji. Mytí šamponem není vůbec nutné a nedoporučuje se dělat to často, aby se nepoškodila struktura chlupů.

### Pohyb
Lapinkoira je velmi aktivní a hravá a vyžaduje hodně pohybu. Ráda a rychle se učí, proto je vhodná na různé psí sporty. Má ráda chůzi, ale je možné ji použít i ve psím spřežení. Pokud ji dostatečně nezabavíte, začne se nudit a to většinou končí tím, že zdemoluje vše, co uvidí.

### Výcvik a výchova
Výcvik může vést i naprostý začátečník. Lapinkoiry jsou učenlivé a bystré, a rychle se učí. Nejlepší výcvik pro toto plemeno je formou hry. Nepotřebují tvrdý výcvik. Výchova je stejná jako u jakéhokoliv jiného psa.